# Liste der denkmalgeschützten Objekte in Waidhofen an der Thaya-Land
Die Liste der denkmalgeschützten Objekte in Waidhofen an der Thaya-Land enthält die 9 denkmalgeschützten, unbeweglichen Objekte der Gemeinde Waidhofen an der Thaya-Land.

## Denkmäler
| Foto |                 | Denkmal                                                        | Standort                                             | Beschreibung | Metadaten |
| ---- | --------------- | -------------------------------------------------------------- | ---------------------------------------------------- | --- | --- |
| ja   | Datei hochladen | Ortskapelle Brunn HERIS-ID: 23829 Objekt-ID: 20197             | Brunn 24, gegenüber Standort KG: Brunn bei Waidhofen | Die 1721 errichtete und im dritten Viertel des 19. Jahrhunderts erneuerte Ortskapelle von Brunn ist ein ziegelgedeckter Bau des Spätbarocks mit gefaschten Rundbogenfenstern und einem Giebelreiter mit Giebelspitzhelm.                                                                              | BDA-Hist.: Q37879369 Status: § 2a Stand der BDA-Liste: 2025-06-30 Name: Ortskapelle Brunn GstNr.: 1 Ortskapelle Brunn (Waidhofen an der Thaya) |
| ja   | Datei hochladen | Bildstock HERIS-ID: 23830 Objekt-ID: 20198                     | Standort KG: Brunn bei Waidhofen                     | Der ursprünglich mit 1727 bezeichnete Tabernakelbildstock hat auf einer toskanischen Säule mit geriffeltem Kapitell einen pyramidenbekrönten Aufsatz. | BDA-Hist.: Q37879387 Status: § 2a Stand der BDA-Liste: 2025-06-30 Name: Bildstock GstNr.: 1104/2                                               |
| ja   | Datei hochladen | Kath. Pfarrkirche hl. Florian HERIS-ID: 23832 Objekt-ID: 20200 | Buchbach 22, neben Standort KG: Buchbach             | Die Pfarrkirche hl. Florian am westlichen Ende des Längsangers von Buchbach ist eine im Kern gotische, im dritten Viertel des 17. Jahrhunderts barockisierte, schlichte Saalkirche mit einem Dachreiter von 1902.                                                                                     | BDA-Hist.: Q37879430 Status: § 2a Stand der BDA-Liste: 2025-06-30 Name: Kath. Pfarrkirche hl. Florian GstNr.: 1 Pfarrkirche Buchbach           |
| ja   | Datei hochladen | Gutshof HERIS-ID: 23838 Objekt-ID: 20206                       | Götzweis 6 Standort KG: Götzweis                     | Der mit 1825 bezeichnete Gutshof verfügt über eine biedermeierliche Fassade und über doppelgeschoßige Säulenarkaden im Hof. | BDA-Hist.: Q37879465 Status: § 2a Stand der BDA-Liste: 2025-06-30 Name: Gutshof GstNr.: 18, 19                                                 |
| ja   | Datei hochladen | Ortskapelle Götzweis HERIS-ID: 23837 Objekt-ID: 20205          | Götzweis 15, gegenüber Standort KG: Götzweis         | Die Ortskapelle von Götzweis ist ein einjochiger Barockbau von 1752 mit eingezogenem, gekrümmt geschlossenem Apsisjoch und einem Pyramidendach unter vorkragendem Giebelreiter, der wahrscheinlich aus dem ersten Viertel des 20. Jahrhunderts stammt.                                                | BDA-Hist.: Q37879449 Status: § 2a Stand der BDA-Liste: 2025-06-30 Name: Ortskapelle Götzweis GstNr.: 48                                        |
| ja   | Datei hochladen | Ortskapelle hl. Sebastian HERIS-ID: 23841 Objekt-ID: 20209     | Kainraths 35, gegenüber Standort KG: Kainraths       | Die Ortskapelle von Kainraths ist ein ziegelgedeckter Bau von 1747 mit eingezogenem, flachbogig geschlossenem Chorjoch, faschengegliederten Rundbogenfenstern und einem Giebelreiter mit Giebelspitzhelm.                                                                                             | BDA-Hist.: Q37879485 Status: § 2a Stand der BDA-Liste: 2025-06-30 Name: Ortskapelle hl. Sebastian GstNr.: 104                                  |
| ja   | Datei hochladen | Gnadenstuhl HERIS-ID: 23843 Objekt-ID: 20211                   | Standort KG: Kainraths                               | An der Bundesstraße steht eine im 18. Jahrhundert errichtete toskanische Säule mit Gnadenstuhl. | BDA-Hist.: Q37879500 Status: § 2a Stand der BDA-Liste: 2025-06-30 Name: Gnadenstuhl GstNr.: 1205/3                                             |
| ja   | Datei hochladen | Figurenbildstock hl. Florian HERIS-ID: 23845 Objekt-ID: 20213  | Nonndorf 20, neben Standort KG: Nonndorf             | Diese Statue des hl. Florian von Lorch wurde 1740 errichtet. | BDA-Hist.: Q37879517 Status: § 2a Stand der BDA-Liste: 2025-06-30 Name: Figurenbildstock hl. Florian GstNr.: 1                                 |
| ja   | Datei hochladen | Ortskapelle Vestenpoppen HERIS-ID: 23846 Objekt-ID: 20214      | Vestenpoppen 3, gegenüber Standort KG: Vestepoppen   | Die Ortskapelle von Vestenpoppen ist ein barockisierender Bau von 1846 mit gefaschten Rundbogenfenstern, Halbkreisapsis und umlaufender Pilastergliederung. Der Fassadenturm verfügt über eine Figurennische und ist durch Faschen gegliedert. Sein Zwiebelhelm wurde nach einem Brand 1883 erneuert. | BDA-Hist.: Q37879534 Status: § 2a Stand der BDA-Liste: 2025-06-30 Name: Ortskapelle, Vestenpoppen GstNr.: 54                                   |